# Allium auriculatum
Allium auriculatum — вид рослин з родини амарилісових (Amaryllidaceae); поширений у Західних і Центральних Гімалаях (Непал, Індія).

## Поширення
Поширений у Західних і Центральних Гімалаях — Хімачал-Прадеш, Джамму та Кашмір (Індія), Непал.